# Opisthotropis typica
Opisthotropis typica är en ormart som beskrevs av MOCQUARD 1890. Opisthotropis typica ingår i släktet Opisthotropis och familjen snokar. Inga underarter finns listade i Catalogue of Life.
Denna orm förekommer på Borneo och på Palawan som tillhör Filippinerna. Arten lever i kulliga områden mellan 200 och 900 meter över havet. Den vistas i fuktiga skogar, träskmarker och galleriskogar. Individerna är nattaktiva och de simmar ofta. Honor lägger ägg.
Beståndet hotas av skogsröjningar. Populationen antas fortfarande vara stor. IUCN kategoriserar arten globalt som livskraftig.